# Nosso Amor Envelheceu
Nosso Amor Envelheceu é o sexto extended play (EP) da cantora e compositora brasileira Marília Mendonça, lançado em 2 de julho de 2021 pela gravadora brasileira Som Livre. Foi o trabalho final de sua carreira solo, se desconsiderados os trabalhos colaborativos com a dupla Maiara & Maraisa.
O projeto foi gravado ao vivo em outubro de 2020, durante uma transmissão online, tendo cinco faixas (todas de autoria da própria Marília) - sendo quatro dessas lançadas como singles.

## Antecedentes
Todos os Cantos (2019), o trabalho anterior de Marília Mendonça, tinha se diferenciado de obras anteriores da cantora por não ter um repertório autoral. Na época, a intérprete disse ao G1 que as temáticas que abordava, como traição amorosa, estavam a tornando refém do julgamento das pessoas: "Compor menos tem muito a ver com exposição. Eu nunca falei sobre esse medo, mas ele existe muito".
Quando a pandemia de COVID-19 se desenvolveu no Brasil e a indústria da música parou, Marília promoveu shows virtuais. Um deles acabou se tornando o álbum colaborativo Patroas, produzido com a dupla Maiara & Maraisa, e que teve a primeira canção autoral de Marília em anos, chamada "Quero Você do Jeito Que Quiser".

## Composição
Nosso Amor Envelheceu foi o primeiro trabalho autoral de Mendonça em anos. Das cinco canções, três foram escritas apenas pela cantora, e outras duas em colaboração com os compositores Juliano Tchula e Vitor Ferrari. Em interação com os fãs, Marília Mendonça chegou a dizer que a música "Nosso Amor Envelheceu" foi inspirada no fim do noivado com o empresário Yugnir Ângelo, com o qual não teve um fim de relacionamento pacífico.
Em 2019, Marília também chegou a dizer que outras composições eram baseadas em outros temas e leituras que estava fazendo. Na época, a artista estava lendo A individualidade numa época de incertezas, de Zygmunt Bauman.
"Troca de Calçada" possui uma abordagem em primeira pessoa sobre a questão da prostituição. A composição, que foi um dos destaques do projeto, recebeu elogios da crítica.

## Produção
A produção musical foi assinada por Eduardo Pepato, que já tinha trabalhado anteriormente com Marília. O álbum foi gravado durante show ao vivo feito em 17 de outubro de 2020. A apresentação, na época, tinha sido chamada de Vem Aí.
O projeto gráfico do EP foi inspirado em pinturas artísticas. O single "Rosa Embriagada", por exemplo, foi inspirado no quadro Amaryllis, de Piet Mondrian. A capa do single "Troca de Calçada" foi inspirada em Terraço do Café à Noite, de Vincent van Gogh, enquanto a capa do projeto foi elaborada com base em O Baile no Moulin de la Galette, de Pierre-Auguste Renoir.

## Lançamento e recepção
Quatro das cinco canções de Nosso Amor Envelheceu foram lançadas com antecedência de dezembro de 2020 a abril de 2021. O EP, completo, foi apresentado em 2 de julho de 2021, com distribuição da gravadora Som Livre.
O projeto teve uma curta divulgação, com apenas um show apresentado ao vivo, em Sorocaba, em novembro de 2021. Com a morte de Marília, os shows sucessores foram cancelados.

## Faixas
A seguir lista-se as faixas, compositores e durações de cada canção de Nosso Amor Envelheceu:
| N.º            | Título                  | Compositor(es)                        | Duração |  |
| 1.             | "Nosso Amor Envelheceu" | Marília Mendonça                      | 3:34    |  |
| 2.             | "Troca de Calçada"      | Mendonça Juliano Tchula Vítor Ferrari | 3:23    |  |
| 3.             | "Rosa Embriagada"       | Mendonça Tchula                       | 3:22    |  |
| 4.             | "Deprê"                 | Mendonça                              | 3:00    |  |
| 5.             | "Foi por Conveniência"  | Mendonça                              | 3:25    |  |
| Duração total: | Duração total:          | Duração total:                        | 16:46   |  |